# Биогеографска област
Биогеографските области са едромащабни биогеографски подразделения на земната суша. Организмите които се срещат в тях са еволюирали в относителна изолация в продължение на дълго време, отделени от останалите области от географски препятствия, като океани, големи пустини или високи планини, които възпрепятстват миграциите. Разделят се на подобласти, в които организмите са родствено по-близки.
Екозоните се характеризират с еволюционната история на обитаващите ги организми. Те се различават от биомите, които се дефинират чрез адаптираността на организмите към определени климатични, почвени и други условия на средата. Всяка екозона включва различни биоми, а сходни биоми могат да присъстват в различни екозони. Например, влажната тропическа широколистна гора в Централна Америка силно наподобява тази в Нова Гвинея по вид и структура на растителността, климат, почви и т.н., но на двете места тя е обитавана от растения и животни с напълно различна еволюционна история.

## Различни класификации
Няма консенсус по отношение на точните граници на областите. Една от най-често използваните днес класификации е тази на Удварди (1975). С малки изменения, нейните области са възприети и от Световния фонд за дивата природа (WWF). Удварди нарича най-обхватните области „реалми“ (realms), а техните подразделения „провинции“ (provinces). WWF ги наричат съответно „екозони“ (ecozones) и „екорегиони“ (ecoregions). В българската литература най-често се наричат „области“ и „подобласти“, а когато е нужна по-голяма прецизност, се цитира според коя класификация е районирането.

## Според WWF
Основните области на класификацията на Световния фонд за дивата природа са същите като тези на Удварди, с малки изменения на границите им. Техните подобласти обаче са съвсем различни.
| Екозона                | Площ, млн. km² | Бележки                                            |
| ---------------------- | -------------- | -------------------------------------------------- |
| Палеарктическа екозона | 54,1           | Включва основната част от Евразия и Северна Африка |
| Неарктическа екозона   | 22,9           | Включва основната част от Северна Америка          |
| Афротропическа екозона | 22,1           | Включва Субсахарска Африка                         |
| Неотропическа екозона  | 19,0           | Включва Южна и Централна Америка                   |
| Австралазийска екозона | 7,6            | Включва Австралия, Нова Гвинея и близките острови  |
| Индо-Малайска екозона  | 7,5            | Включва Индийския субконтинент и Югоизточна Азия   |
| Океанийска екозона     | 1,0            | Включва Океания                                    |
| Антарктическа екозона  | 0,3            | Включва Антарктика                                 |